# Wittwulf Y Malik
Wittwulf Y Malik (* 5. August 1946 in Hersbruck) ist ein deutscher Musiker, Komponist, bildender Künstler und Performance-Künstler.

## Leben und Wirken

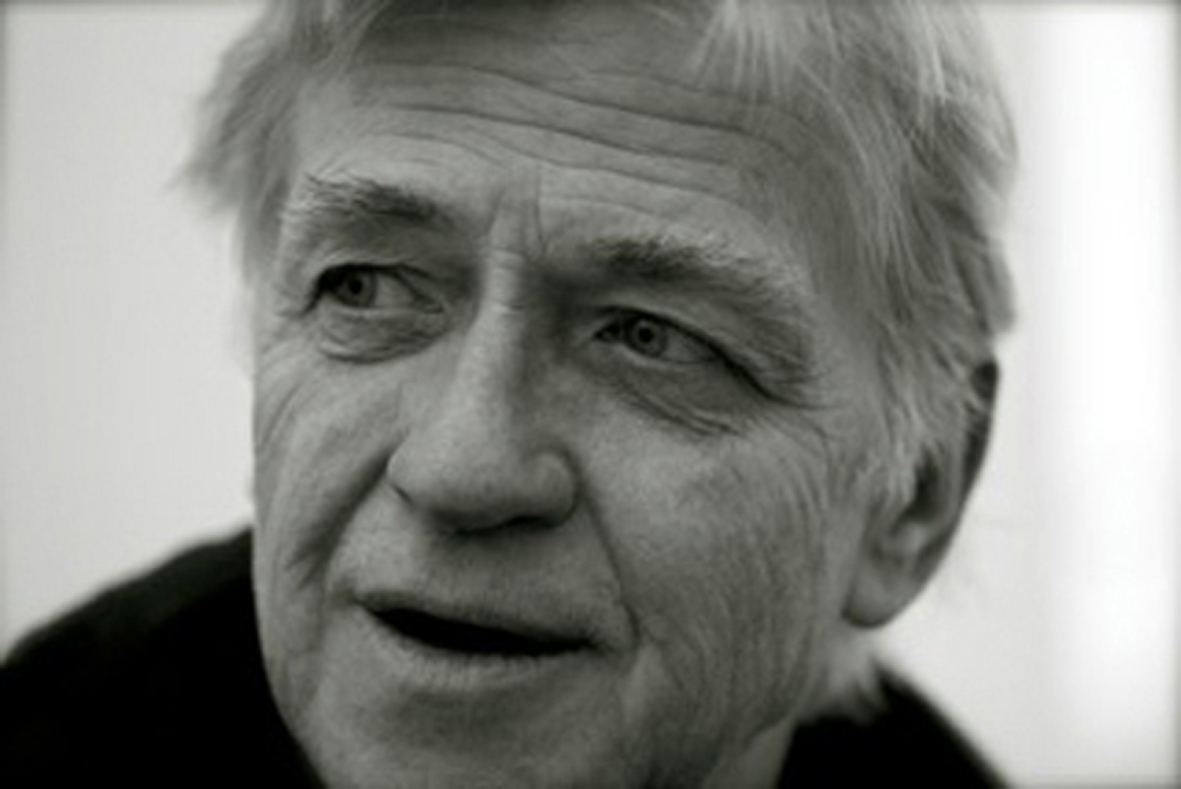
Wittwulf Y Malik, 2013

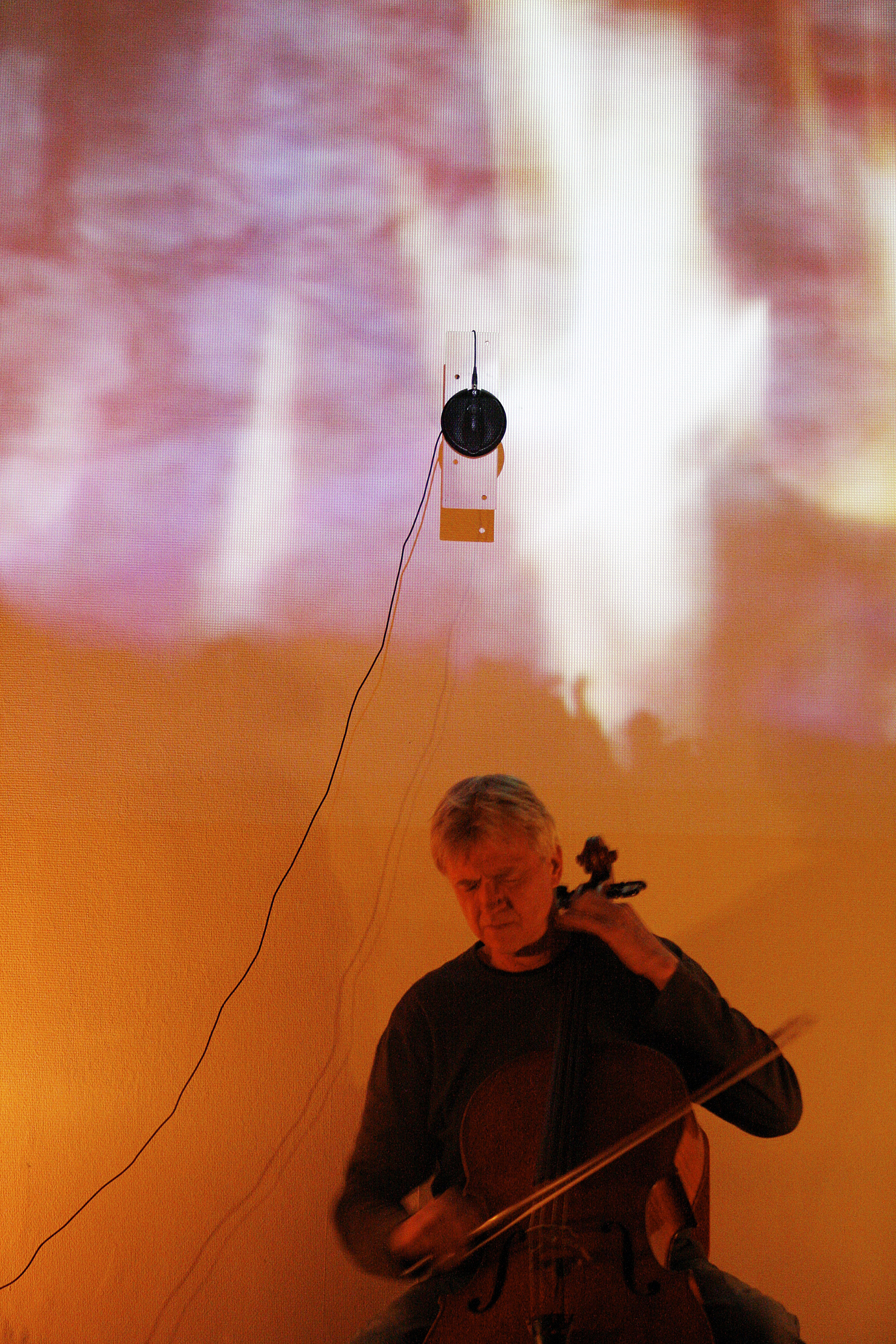
Wittwulf Y Mallik, 2008

Wittwulf Y Maliks Familie floh nach dem Zweiten Weltkrieg aus Königsberg und lebte in Folge in Velden (Pegnitz), Planegg und ab 1954 in Hamburg, wo sein Vater als Gymnasiallehrer tätig war. Malik besuchte die Gelehrtenschule des Johanneums und machte dort 1967 das Abitur.
Im Alter von fünf Jahren wurde er von seinem Vater auf dem Klavier und der Violine unterrichtet. 1961 wechselte er zum Violoncello und studierte ab 1967 an der Hochschule für Musik und Theater Hamburg und an der Musikhochschule Detmold u. a. Violoncello bei Arthur Troester, Formenlehre bei Diether de la Motte und Musikgeschichte bei Hermann Rauhe. Parallel studierte er das Fach „Rhythmisch-Musikalische Erziehung“ und absolvierte private Ausbildungen in den Körpertherapien Eutonie und Atemtherapie.
Anschließend folgte von 1972 bis 1976 ein Psychologie-Studium an den Universitäten Hamburg und Zürich. Währenddessen arbeitete er als Improvisations-, Atem- und Stimmerzieher am Schauspielhaus Hamburg, Schauspielhaus Zürich und am Neumarkt-Theater. In den 1970er Jahren absolvierte er private Zen-buddhistische Studien bei Philip Kapleau in den USA. Die japanisch-buddhistischen grafischen Studien mit Pinsel und Tusche im Rahmen der Mal-Zeremonien legten den Grundstein der später von ihm entwickelten grafischen Kompositions-Notationsschrift.
Malik kehrte 1976 nach Hamburg zurück und arbeitet seitdem als Cellist (u. a. war er Solo-Cellist des Hamburger Mozart-Orchesters unter Robert Stehli), Komponist, bildender Künstler und Performance-Künstler im Rahmen multimedialer experimenteller Projekte.
Seit 1981 trat Malik mit seinen Kompositionen und Performances international auf, auch im Rahmen zahlreicher internationaler Festivals – u. a. in Italien, Spanien, Tschechien, Österreich, Schweiz, Frankreich, Belgien, Holland, Norwegen, Schweden, Kanada und den USA.
Uraufführungen seiner Werke fanden statt u. a.: Stadttheater Gießen, Hamburger Kunsthalle, TiK Thalia Theater, Kampnagel, Hamburger Kunstverein, Kulturzentrum Gasteig, Schloss Agathenburg, Schloss Plüschow, Altes Magazin Hannover, Universität Lüneburg, Universität Erlangen-Nürnberg, 37. Nordische Filmtage Lübeck, Internationales Film & Video Festival Aarau (2009) sowie auf verschiedenen weiteren Festivals.
Malik lehrte an zahlreichen Institutionen in verschiedenen Fachbereichen: Musik am Hamburger Konservatorium, der Universität Münster und der University of California, San Diego; Theaterwissenschaft an der Universität Gießen und der Universität Frankfurt; Film an der Hochschule für Künste Bremen; Tanz an der Philadelphia University sowie Kunstpädagogik an der Universität Lüneburg.
Malik lebt und arbeitet im Künstlerhaus Hamburg-Bergedorf. Er hat einen Sohn aus der Ehe mit der Malerin Beate Wassermann und drei Kinder aus einer späteren Beziehung mit der Schauspielerin Johanna Maria Höppl.

## Künstlerische Arbeit mit Klang und Bild
Malik entwickelte auf der Grundlage seiner Symbol-Malstudien eine eigene grafische Notenschrift, die dem Interpreten mehr Freiraum für eigene Ausdeutungen erlaubt. Diese Schreibform für seine Kompositionen behielt er als seine wichtigste über viele weitere Jahre bei. Werke in dieser Notation wurden weltweit ausgestellt. Malik geht es in seinen Werken um Verbindungen zwischen den verschiedenen Künsten, die gegenseitige Inspirationen und Verdichtungen bewirken wollen. So schuf er Werke in Kooperation mit Schriftstellern, Filmemachern, Schauspielern und Tänzern.

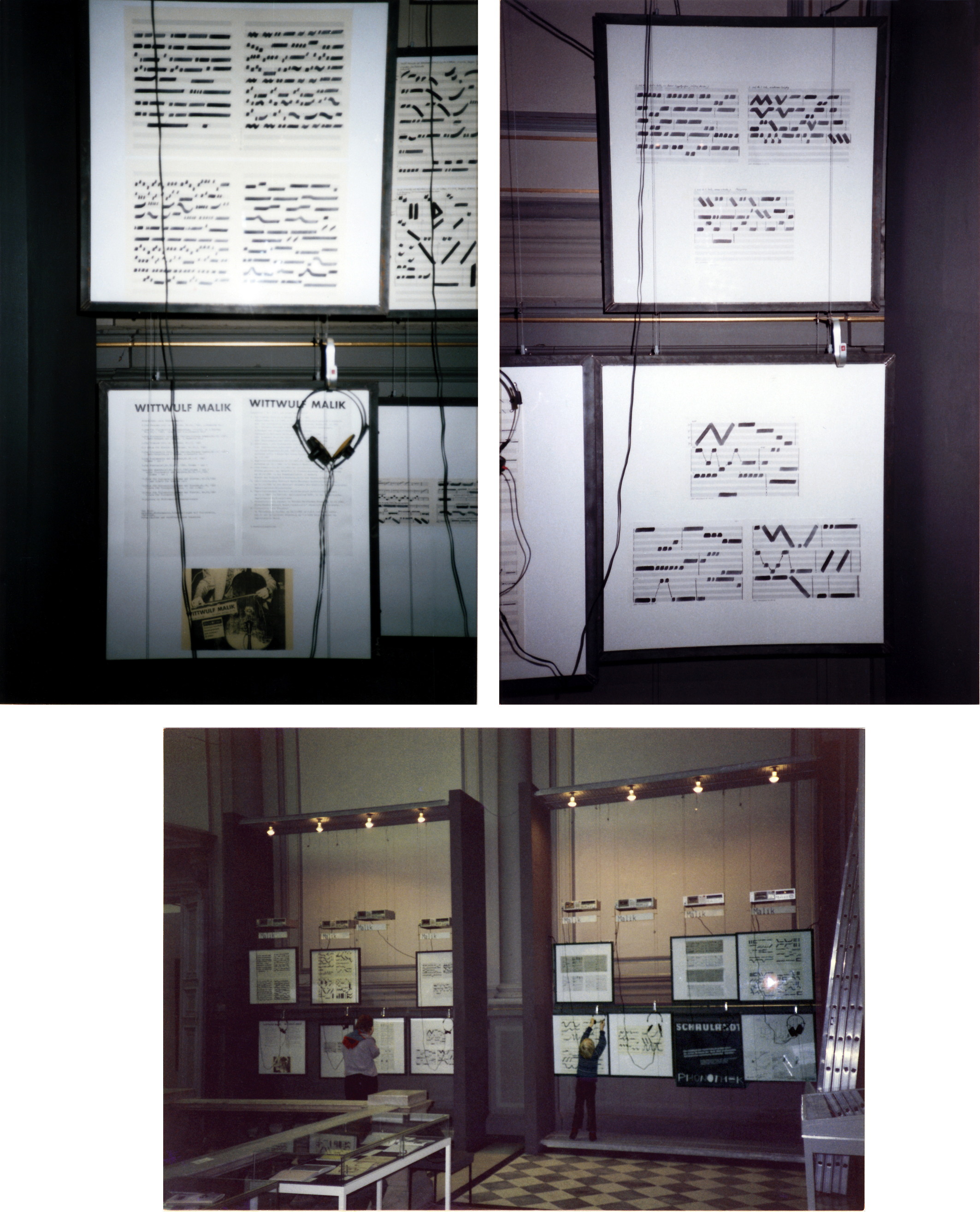
1984-Phonothek HH

### Klangperformances
Zahlreiche Klangperformances entstanden unter Einbeziehung unterschiedlichster Klänge und Geräusche aus verschiedenen Kulturräumen und aus der Natur. Tonaufnahmen dieser Klänge wurden dann entweder pur zu Live-Instrumental-Musiken eingespielt oder vorher per Tonband chorisch montiert, später im Computer weiter bearbeitet und so als Musikmaterial benutzt.
Malik erarbeitete sich über Improvisationen eine neue erweiterte Klangsprache auf dem Violoncello und wurde u. a. 1982 zum Projekt Opera Suite auf die documenta 7 in Kassel eingeladen.

### Bildnerische Arbeit mit Fotografie und 3D-Fast-Fourier-Klanganalysen
Die Arbeit mit grafischen Notationen mit Pinsel und Tusche erweiterte Malik 1986 um die Dimension der Fotografie, indem er landschaftliche Strukturen aufnahm, diese auf ihre Muster hin untersuchte, die dann in eine Pinselnotation transferiert Vorlage für eine zu spielende Musik wurde. Die aktuellen Klänge der jeweiligen Fotosituation wurden per Mikrofon und Tonband aufgenommen und mit dem Computerverfahren der 3D-Fast-Fourier-Klanganalyse derart dargestellt, dass man die Klänge in ihren Oberton-Strukturen und ihrem Verlauf sehen kann. Bei einer Ausstellung ist dieses Werk dann sowohl zu sehen, als auch (live interpretiert oder über Zuspiel) zu hören, so dass sich eine Überkreuzung der ursprünglichen Foto-Situation und der Konzert- und Ausstellungs-Situation ergibt.
Als ein frühes und wichtiges Werk dieser Art entstand 1994 TRANSART / 7X7 Neuenkirchen op. 87 mit 28 ausgehängten bearbeiteten Papierbahnen und einer Klangperformance für weibliche Stimme, Blasinstrumente, Schlagwerk und 7 Tonbänder.

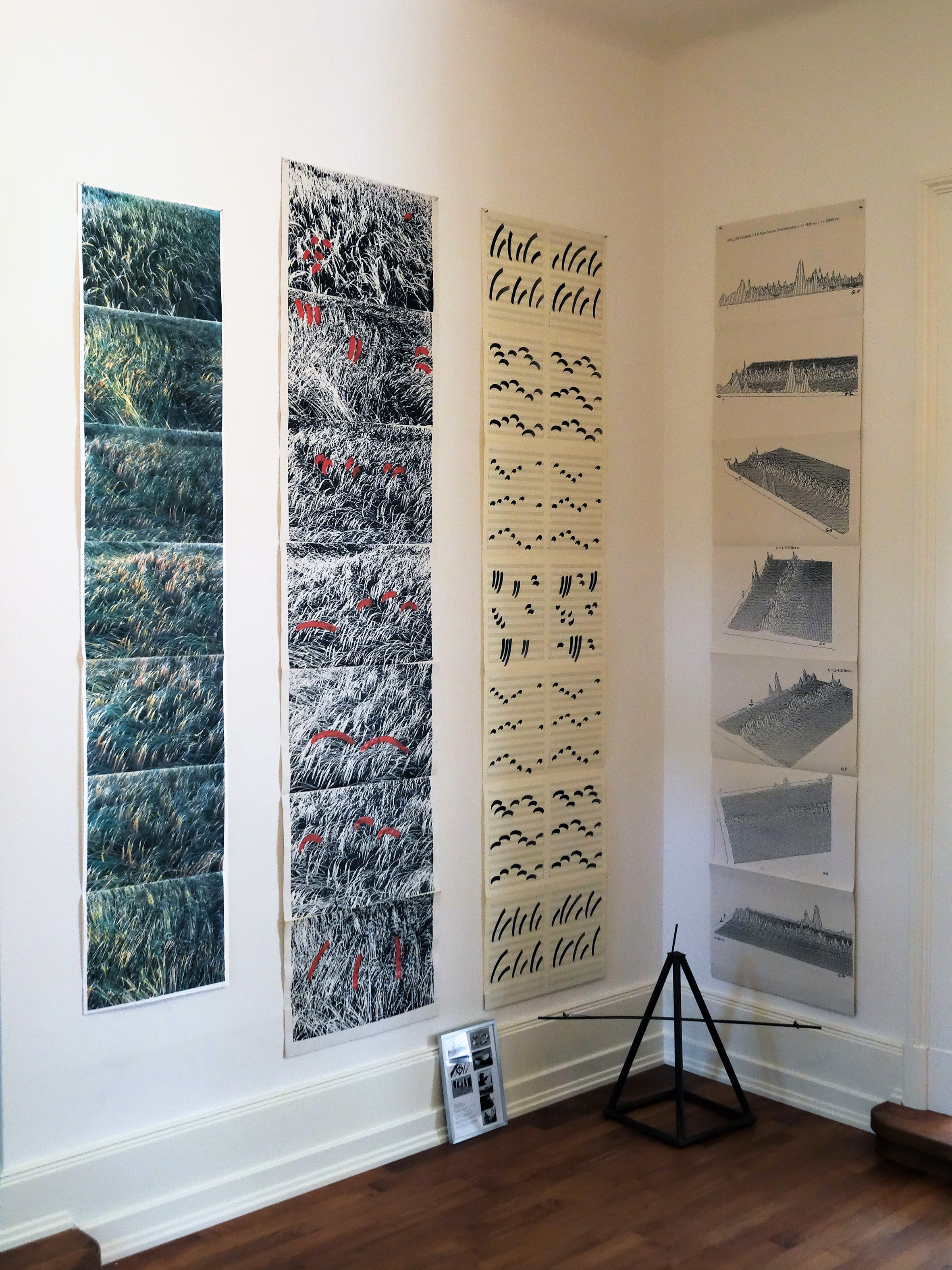
2012-Getreide-Galerie Grau

### Genreübergreifende Werke
Malik produzierte Musik für Theaterinszenierungen, u. a. für das Stadttheater Gießen. Er schuf eigene Klanghörspiele und Musik zu Hörspielen anderer Autoren sowie Musik zu Literaturprojekten, u. a. im Jahr 1988 zu Lesungen mit dem Schriftsteller Peter Rühmkorf sowie beim Literaturfestival NRW im Spiegelzelt in Düsseldorf.
Verschiedene Live-Performances hatte er mit dem Butoh-Tänzer Tadashi Endo u. a. 1983 auf dem Rathausmarkt in Hamburg. 1995 produzierte er die Musik zum Tanzfilm talking bodies, mit dem Tanztheater-Ensemble area retina. Außerdem produzierte er Musik für Tanztheater-Stücke des Tänzers und Choreografen Hans Fredeweß in Hannover.

### Experimentelle Musikvideos
Malik verwirklicht außerdem experimentelle Musikvideos. In einem frühen ersten Video-Experiment werden in langsamem Tempo Kohlezeichnungen mit unterlegten Texten des Bauhaus-Architekten und Künstlers Bruno Taut gezeigt und dazu die von Malik produzierte Musik für weibliche Stimme und elektronische und elektro-akustische Klänge eingespielt. Das Werk hatte im Jahr 2000 Premiere beim Symposium zu Tanz und Architektur im Hamburger Architektur-Centrum.
2006 entstand das erste eigene experimentelle Musikvideo Selfportrait for Bethlehem. Zu einem sich nur lichtmässig verändernden Portraitfoto einer Cello-Klangperformance im Flussbett der Peccia (im Computer zu einem Hell-Dunkel-Prozess bearbeitet) schafft die dazugelegte Violoncello-Musik die Raumatmosphäre.

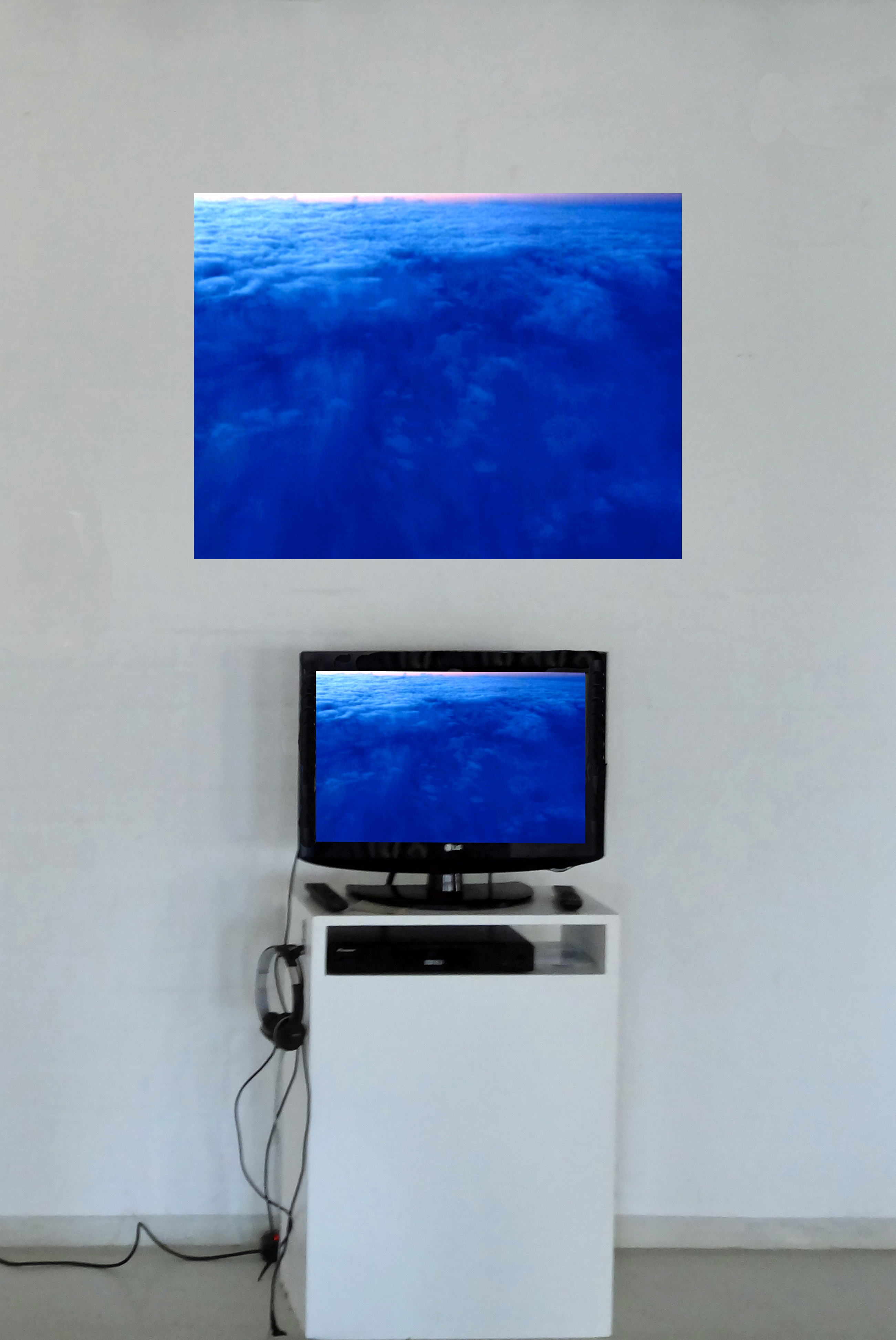
2019-WYM-Wolkenmeer

## Werke (Auswahl)

### Klangperformances
- Das neue Lied von der Erde, Klangperformance mit Violoncello, Gustav Mahler gewidmet

- singing with whales op. 60, für Violoncello und Tonband mit originalen Walgesängen, Uraufführung 1986
- Trilogie op. 41, für verstärktes Violoncello, Posaune und 2 Endlos-Kassetten (1983), Uraufführung 1983
- Trio op. 54, für Violoncello, weibliche Stimme und Synthesizer-Klänge (1985), Uraufführung 1998
- peace-music op. 55, für Synthesizer und Gesang (1985),  Klang-Installation für die Ausstellung Friedensbiennale im Hamburger Kunstverein,  Dezember 1985 bis Januar 1986

### Genreübergreifende Werke
- Schlachtmusik op. 73 (1990), für die Inszenierung von Heiner Müllers Schlacht
- Hamlet (1992), Bühnenmusik zur Inszenierung von Hamlet von William Shakespeare
- Requiem für die Erde op. 75 (1991), Klanghörspiel
- Von den Dingen op. 83,1 (1996), für Violoncello und Tonband mit computergesteuerter elektronischer Musik zur Ausstellung der Fotowerke von Gerd Schnackenwinkel, Uraufführung 1996
- Und Moskau ist so weit..., op. 97 (1997), Tonbandproduktion zur gemeinsamen Installation mit der russischen Künstlerin Sonia Jakuschewa, mit 3 Sequenzen Musik für Violoncello, Atemsounds und Vogelstimmen
- long music op. 154 (2010), für Live-Violoncello und Playback elektronischer und elektroakustischer Musik
- Der Weitkieker op. 104 (1998), Tonbandproduktion zum Solotanzstück von Hans Fredeweß, mit Violoncello und elektro-akustischer Musik, Uraufführung 1998
- IMPASSES op. 107 (1998), Musik zum Tanzstück/Choreografie von Hans Fredeweß, in 11 Sätzen, für Stimme, Violoncello, Klavier, Synthesizer, Schlagzeug, Uraufführung 1998
- Bruno Taut: Der Weltbaumeister / Architektur-Schauspiel für symphonische Musik, op. 111 (2000)

### Musikvideos
- 5 voyages, op. 156 (2011)[9]
- The sound of Light-7 meditations, op. 147 (2009)
- Energy of Red, op. 161 (2012)[10]
- Night Music / Nachtmusik, op. 168 (2014)[11]
- elements, op. 137 (2006), experimentelles Musikvideo, Uraufführung 2006

## Stipendien und Auszeichnungen (Auswahl)
- Stipendium der Patriotischen Gesellschaft, Hamburg[3]
- Stipendium der Studienstiftung des Deutschen Volkes[3]
- Villa Serpentara, Stipendium durch die Akademie der Künste Berlin[3]
- Künstlerhof Schreyahn, Stipendium durch das Land Niedersachsen[3]
- Künstlerhaus Villa Waldberta, Stipendium durch die Stadt München[3]
- Villa Vilhelmina (Lappland), Stipendium durch das Land Schweden[3]
- Kunststipendium durch die Stadt Wolfsburg[3]
- Künstlerstätte Schloss Bleckede, Stipendium durch das Land Niedersachsen[3]
- Kompositionsstipendium durch die Freie und Hansestadt Hamburg[3]
- Stipendium durch das Neue Kunsthaus Ahrenshoop[3]
- 1. Preis beim NDR-Hörfest-Wettbewerb für Experimentelle Musik in Hamburg 1986[3]

## Radiosendungen
- Komponisten-Radio-Portrait durch Jochem Wolff und Hanns-Werner Heister. Radio Bremen 2-Kulturell, 10. Dezember 1989
- Kurzportraits durch Wolf-Christoph Schönburg im WDR 3 (10. September 1997) und im Deutschlandfunk (8. April 1999)
- Musiksendungen und Klanghörspiele: NDR, HR, MDR, BR, DLF, ORF-Wien